# Dabous-girafferne
Dabous-girafferne er en neolitisk helleristning i Aïrbjergene i Niger. Ristningen er udført mellem 9000 og 5000 f.Kr., og blev i moderne tid først dokumenteret af Christian Dupuy i 1987, hvorefter David Coulson i 1997 foretog en feltekspedition til stedet.
Helleristningen er seks meter høj og består af to detaljerede giraffer, og det er de største dyre-petroglyffer i verden.